# Migas nitens
Migas nitens is een spinnensoort in de taxonomische indeling van de Migidae.
Het dier behoort tot het geslacht Migas. De wetenschappelijke naam van de soort werd voor het eerst geldig gepubliceerd in 1927 door V. V. Hickman.